# Dorsa Lister
La Dorsa Lister és una dorsa situada a 20,3° N 23,8° E a la Lluna, al sud de la Mare Serenitatis. Té una longitud de 180 km i va rebre el nom del metge i naturalista anglès Martin Lister el 1976.

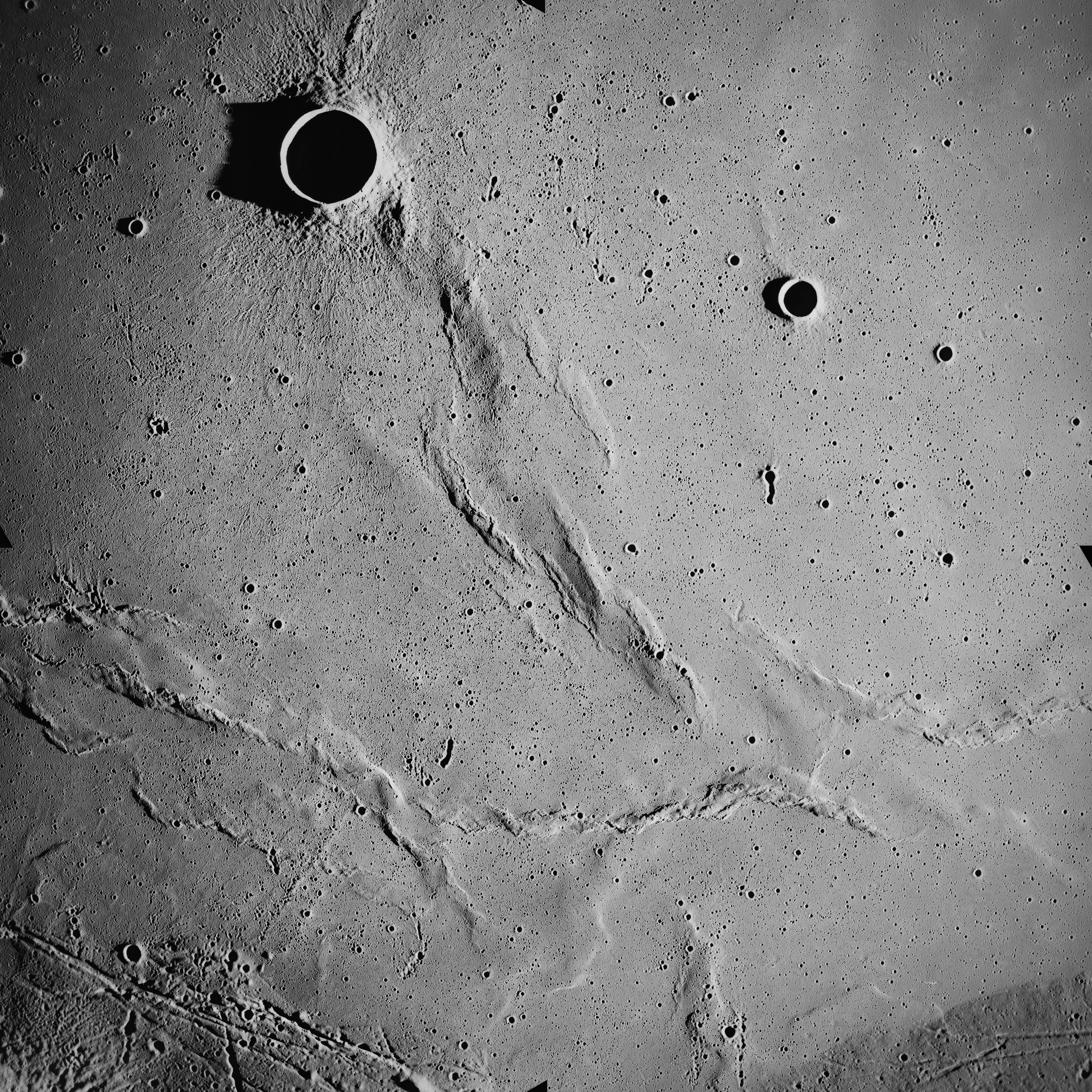
Part meridional de la Dorsa Lister (al centre), amb Bessel a la part superior esquerra (imatge de l'Apollo 17)